# U-267
U-267 — средняя немецкая подводная лодка типа VIIC времён Второй мировой войны.

## История
Заказ на постройку субмарины был отдан 15 августа 1940 года. Лодка была заложена 9 августа 1941 года на верфи Бремен-Вулкан под строительным номером 32, спущена на воду 23 мая 1942 года. Лодка вошла в строй 11 июля 1942 года под командованием оберлейтенанта Отто Тиншерта.

### Командиры
- 11 июля 1942 года — 13 июля 1943 года капитан-лейтенант Отто Тиншерт
- 14 июля 1943 года — 26 ноября 1943 года Эрнст фон Витцендорф
- 27 ноября 1943 года — 6 июля 1944 года капитан-лейтенант Отто Тиншерт
- 7 июля 1944 года — 4 мая 1945 года оберлейтенант цур зее Бернгард Кнейпер

### Флотилии
- 11 июля 1942 года — 31 января 1943 года — 8-я флотилия (учебная)
- 1 февраля 1943 года — 1 октября 1944 года — 7-я флотилия
- 1 октября 1944 года — 4 мая 1945 года — 33-я флотилия

### История службы
Лодка совершила 7 боевых походов, успехов не достигла. U-267 стала последней подлодкой, покинувшей осаждённый Сен-Назер. 23 сентября 1944 года она вышла в поход, а 29 октября прибыла в Ставангер, Норвегия. Затоплена 4 мая 1945 года в заливе Гельтинг. Впоследствии поднята и разделана на металл.

### Волчьи стаи
U-267 входила в состав следующих «волчьих стай»:
- Landknecht 22 — 28 января 1943
- Pfeil 2 — 9 февраля 1943
- Meise 20 — 27 апреля 1943
- Elbe I 11 — 13 мая 1943

### Атаки на лодку
- 5 февраля 1943 года лодка была атакована в Северной атлантике глубинными бомбами с эскортных кораблей. Из-за тяжёлых повреждений U-267 начала немедленное возвращение на базу и 18 февраля достигла Сен-Назера.
- 29 марта 1943 года в Северной атлантике лодка была атакована эскортными кораблями конвоя и получила значительные повреждения.
- 7 июля 1943 года близ мыса Финистер на лодку в надводном положении были сброшены глубинные бомбы с британской амфибии «Каталина». Экстренным погружением U-267 избежала повторной атаки, но полученные повреждения не позволили продолжить патрулирование.

Эта лодка была оснащена шноркелем.